# Смъртоносно оръжие 3
„Смъртоносно оръжие 3“ (на английски: Lethal Weapon 3) е американска екшън комедия от 1992 година. режисиран от Ричард Донър, с участието на Мел Гибсън, Дани Глоувър и Джо Пеши, с Рене Русо и Стюарт Уилсън в ключови поддържащи роли. Това е третата част от филмовата поредица „Смъртоносно оръжие“.
Във филма, който е определен няколко години след „Смъртоносно оръжие 2“ (1989), Мартин Ригс (Гибсън) и Роджър Муртаг (Глоувър) преследват Джак Травис (Стюарт Уилсън), бивш лейтенант, който се превърна в търговец на безмилостни оръжия през шестте дни преди пенсионирането на Мъртоу. Ригс и Мъртоу се присъединяват от Лео Гети (Пеши), както и от сержанта на вътрешните работи Лорна Коул (Русо).
За разлика от първите два филма, които получиха по принцип положителни отзиви, „Смъртоносно оръжие 3“ беше посрещнат със смесени ревюта, но беше успех в бокс офиса, надхвърляйки 320 милиона долара в световен мащаб. Това е петият най-скъп филм от 1992 г. и филмът с най-висока печалба в филмовата поредица „Смъртоносно оръжие“.
Филмът е последван с продължение – „Смъртоносно оръжие 4“ (1998).

## Сюжет
Седмица преди пенсионирането си, сержант Роджър Мъртоу и неговият партньор Мартин Ригс са потъпкани в еднакви задължения, след като се опитаха да разрушат бомба преди пристигането на бомбения отряд, причинявайки унищожаването на иначе празна офис сграда. По време на уличния патрул те стават свидетели на кражбата на бронирана кола и помагат за осуетяване на престъплението, подпомогнато от шофьора Делорес. Един от двамата крадци изчезва, но другият е задържан в полицията. Заподозреният се оказва известен сътрудник на Джак Травис, бивш лейтенант на LAPD, за който се смята, че ръководи контрабанда на оръжие в Лос Анджелис. Отделът също така е загрижен, че крадците използват оръжия, пронизващи куршуми, неофициално наричани „полицаи“. Ригс и Мъртоу се популяризират отново и се възлагат да работят със сержант Лорна Коул от вътрешните работи, за да открият Травис.
Травис понастоящем води преговори с гангстера Тирон относно сделките с оръжие. Крадецът на бронетранспорт, който е избягал, е доведен до Травис, който впоследствие го убива пред Тирон, задето полицията е напусната. След това Травис използва старите (но все още валидни) полицейски акредитиви, за да влезе в залата за разпит и да убие заподозрения, преди да бъде интервюиран. Травис не знае, че в станцията са инсталирани камери със затворена верига, а Коул е в състояние да потвърди самоличността на Травис. Докато тримата преглеждат кадрите, техният добър приятел Льо Гетц, който помага на Мъртоу да продаде къщата си, пристига и веднага разпознава Травис от няколко предишни сделки и любовта си към хокей на лед. Ригс и Мъртоу едва не пропускат да хванат Травис на хокейския мач този следобед, но Гетц им е предоставил информация за склада, който Травис притежава, което според тях е мястото, където е съхранявал оръжейните си пратки.
Ригс и Мъртоу се свързват с Коул за резервно копие, преди да нахлуят в склада, а след това да спрат да ядат нещо, докато я чакат. Докато чакат храната си, те стават свидетели на сделка с наркотици, с която влизат, за да спрат. Една битка с оръжия се разрушава и Муртоу убива един от замесените, които са ги изстреляли, докато останалите избягали. Мъртоу е шокиран да открие, че мъртвецът е Дарил, близък приятел на сина си Ник. С емоционално разочарование на Мъртоу, Ригс отива с Коул в склада, където успешно преодолява охраната на Травис и осигурява следващата доставка на оръжие. Тази нощ Ригс и Коул откриват, че имат чувства един към друг и спят заедно. Ригс по-късно отива в Муртю, който все още е затрупан с вина и помага да го консултира своевременно за погребението на Дарлил. Там, бащата на Дарил страстно настоява, че Мъртоу намира човека, отговорен за даването на Дарил на пистолета.
Коул намира, че пистолета на Даръл, огнестрелните куршуми и оръжията, които те са възстановили, първоначално са били в полицейско управление и трябвало да бъдат унищожени и вероятно са били откраднати от Травис; те уверяват, че пълномощията му са напълно отменени от системата. Освен това те свързват оръжията с Тирон и го разпитват. Тирон бързо разкрива какво знае за плановете на Травис, включително автогара, от който работят много от неговите поддръжници. Ригс, Мъртоу и Коул са в състояние да отнемат няколко от хората там. Междувременно Травис открива, че вече не може да използва пълномощията си и има един от хората си, който се е промъкнал в компютърната система, за да намери друга складова площ за оръжие. След това той принуждава капитан Мърфи да го отведе до новото съоръжение, за да може да открадне оръжията, използвайки пълномощията на Мърфи. Коул открива доказателства за хакерство и отсъствието на Мърфи, а тримата, заедно с новобранец ченге, който гледа към Ригс и Мъртоу, отиват да превземат Травис. Те са в състояние да спасят Мърфи и да спрат Травис и неговите хора, преди да успее да вземе оръжията, но новобранецът е убит, докато те гонят, а Ригс и Мъртоу обещават да спрат Травис.
Гетц предоставя информация за жилищно строителство в процес на изграждане от компания, собственост на Travis. Getz се опитва да се присъедини към тях, но изстрелват гумите, за да не го накарат да дойде. Ригс и Мъртоу поставят Кол заедно да проникнат в обекта през нощта и се оказват срещнати от Травис и хората му, които ги чакат. Изстрелва се мащабна престрелка, в която Ригс застрелва строителната площадка и повечето от хората на Травис са убити. Коул изглежда е застрелян от Травис и пада, подстрекавайки Ригс. Когато Травис използва булдозер, за да преследва Ригс, като използва острието си като щит за куршум, Мъртоу хвърля пистолета на Даръл, който сега е натоварен с куршумите, подсилващи бронята, на Ригс, който след това стреля и убива Травис през острието. Коул се оказва жив и безопасен, носещ две защитни жилетки. Ригс признава любовта си към нея, когато тя е отведена в хеликоптер.
На следващия ден семейството на Мъртоу празнува пенсионирането си, когато Мъртоу разкрива на Гетц, че е решил да не продаде къщата и да остане със силите, като запази партньорството си с Ригс. С приключването на филма Ригс съобщава на Мъртоу, че той има връзка с Коул.

## Актьорски състав
| Изпълнител        | Роля                                    |
| ----------------- | --------------------------------------- |
| Мел Гибсън        | Мартин Ригс                             |
| Дани Глоувър      | Ричард Мъртоу                           |
| Джо Пеши          | Лео Гетц                                |
| Рене Русо         | Лорна Коле                              |
| Стюарт Уилсън     | Джак Трейвис                            |
| Стийв Кахан       | капитан Ед Мърфи                        |
| Дарлийн Лав       | Триш Мъртоу (съпруга на Ричард Мъртоу)  |
| Ебъни Смит        | Кари Мъртоу (дъщеря на Ричард Мъртоу)   |
| Ник Чънлънд       | Хатчет                                  |
| Алан Скарфе       | Херман Уолтърс                          |
| Мери Елън Трейнър | Д-р Стефани Удс                         |
| Делорес Хол       | Делорес, шофьорът на брониран автомобил |

## Продукция
Филмът е заснет през октомври 1991 до януари 1992 г.
Режисьорът Ричард Донър е активист за правата на животните и про-избор, и поставя много плакати и стикери за тези причини във филма. За отбелязване са тениската, носена от една от дъщерите на Мъртоу (идеята на актрисата), 18 колела с анти-кожено лозунг в средата и стикер на шкаф в полицейското управление.

## В България
В България филмът е първоначално е разпространен на VHS през септември 1993 г. от Брайт Айдиас, а по-късно е пуснат отново от Александра Аудио със субтитри на български език.
На 11 ноември 2000 г. е излъчен за първи път по Канал 1 в рубриката „Кинопарад“ с разписание събота от 20:30 ч. На 25 януари 2004 г. е излъчен отново по същата телевизия.
През 2011 г. се излъчва по каналите на bTV.